# Saviore dell'Adamello
Saviore dell'Adamello (Saviúr in dialetto camuno) è un comune italiano di 783 abitanti della Val Camonica, provincia di Brescia in Lombardia.

## Geografia fisica

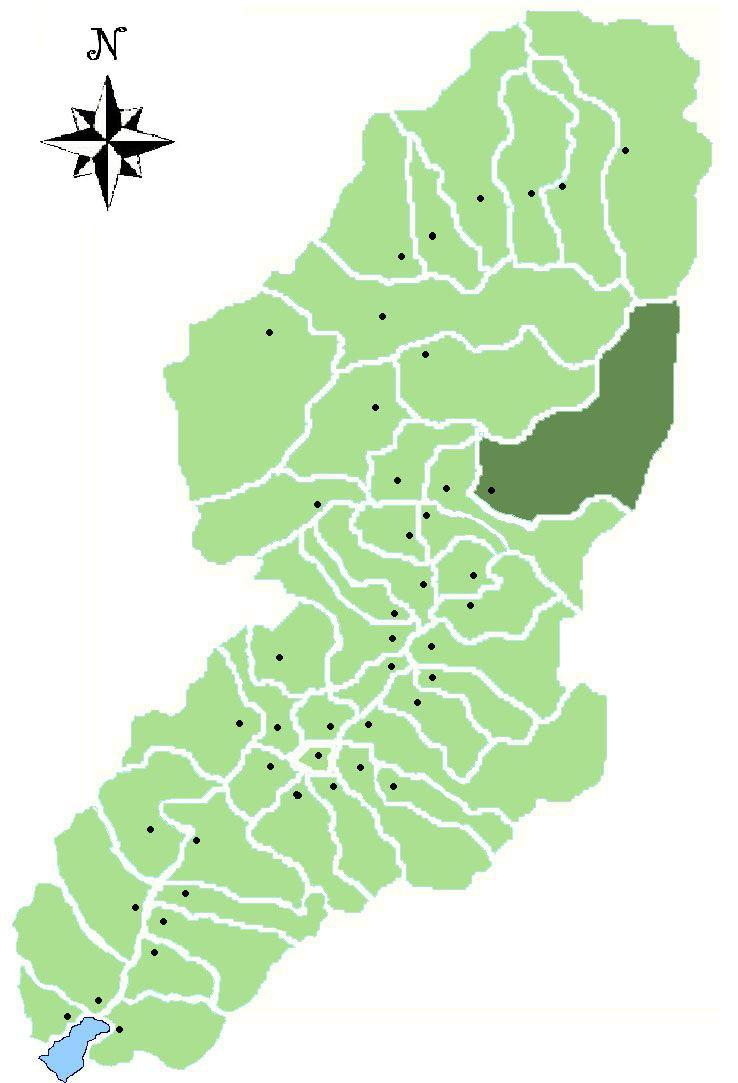
Il territorio di Saviore in Val Camonica

### Territorio
Saviore dell'Adamello è il più elevato dei paesi della Valle di Saviore; il suo territorio comunale, che si estende soprattutto in territorio montano, è uno dei più estesi della Val Camonica. Questo comune comprende nel suo territorio la cima più elevata della Provincia, ovvero il Monte Adamello, con un'altezza di 3539 metri o, secondo altre fonti, 3554 metri s.l.m.

## Storia
Alla pace di Breno del 31 dicembre 1397 il rappresentante della comunità di Saviore, Ottobono Predorni (anche notaio), si schierò sulla sponda ghibellina.
Il 17 settembre 1423 il vescovo di Brescia Francesco Marerio investe iure feudi dei diritti di decima nei territori di Monno, Cevo, Andrista, Grumello, Saviore, Cemmo, Ono, Sonico, Astrio, Malegno, Cortenedolo, Vione, Incudine e Berzo Demo a Bertolino della Torre di Cemmo.
Il 29 aprile 1651 un incendio distrusse il paese, riducendo in cenere anche i documenti dell'archivio comunale, per cui non rimane alcuna antica notizia.
Tra il 1816 ed il 1818 viene attivato il comune di Valli di Saviore.
Nel 1927, a seguito del regio decreto del 28 settembre, il comune di Saviore venne unito a quello di Cevo formando il comune di Valsaviore. I cittadini di Saviore, indignati, si armarono di forche e bastoni e, in corteo, si recarono alla sede comunale di Cevo: ripresi con la forza registri e atti d'archivio e caricatili sui carretti, li riportarono all'antica sede di Saviore.
Il loro gesto non servì ad altro che a far mettere in galera una sessantina di persone, uomini e donne, che furono processati per direttissima e se la cavarono alla meno peggio grazie all'intervento del deputato Carlo Bernardi
Il comune di Valsaviore fu soppresso nel 1954 e sostituito da quello di Cevo e Saviore dell'Adamello.

### Feudatari locali
Famiglie che hanno ottenuto l'infeudazione vescovile dell'abitato:
| Famiglia    | Periodo  |
| Della Torre | 1423 - ? |

### Simboli
Lo stemma e il gonfalone sono stati concessi con decreto del presidente della Repubblica n. 2614 dell'11 aprile 1986.
Il gonfalone è un drappo troncato di rosso e di azzurro.

### Ricorrenze
- 24 giugno, festa patronale di San Giovanni Battista: Un tempo era consuetudine addobbare il cornicione interno della parrocchiale con veli rossi, mentre davanti all'entrata si formavano arcate di rami d'abete (in dialetto camuno dàse). I bambini raccoglievano quindi la resina in mucchietti, accendendoli a mo' di lumini.[12]

## Monumenti e luoghi d'interesse

### Architetture religiose

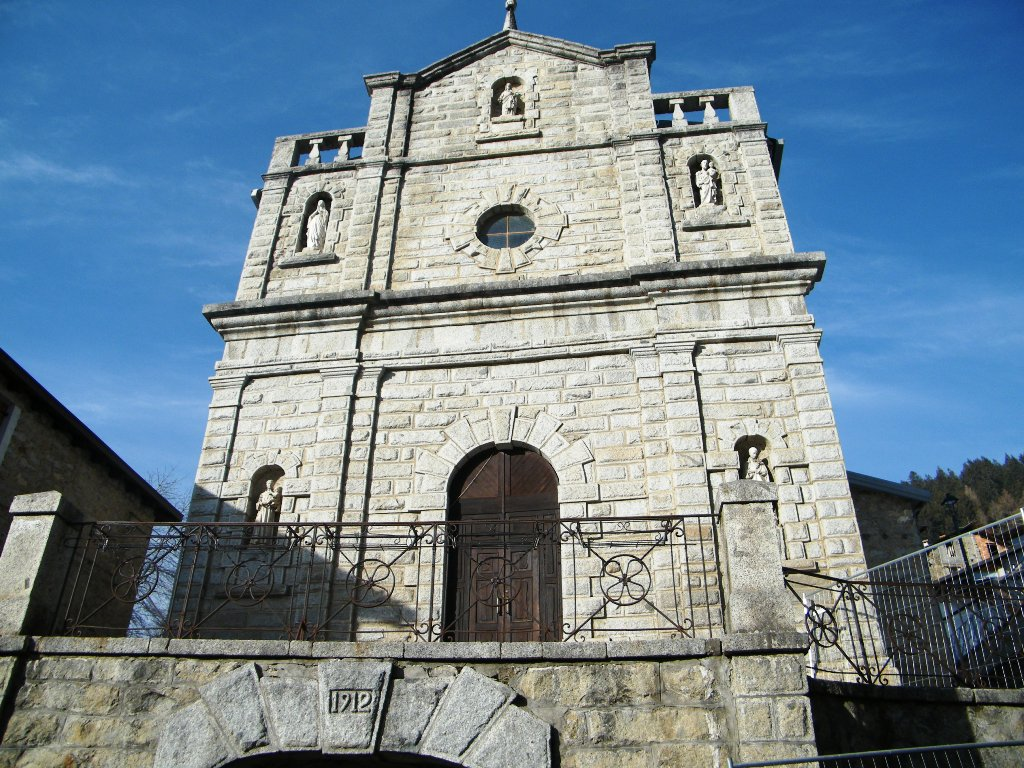
Chiesa di Sant'Antonio
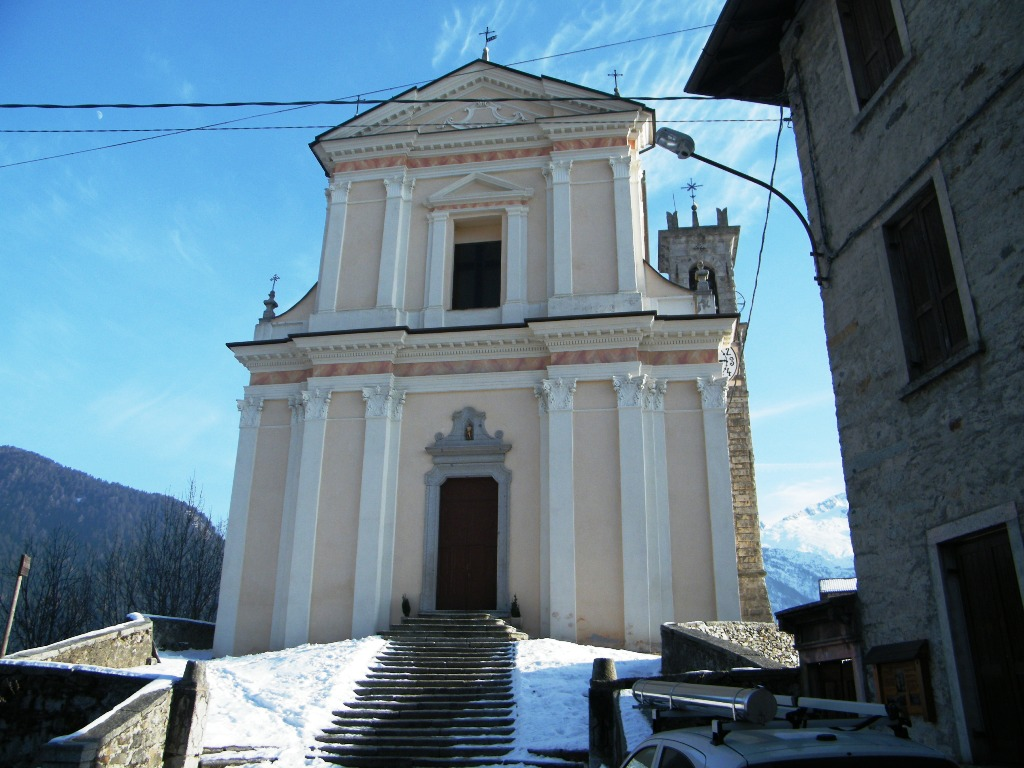
Chiesa di San Giovanni Battista

Le chiese di Saviore sono:
- Parrocchiale di San Giovanni Battista, ultimata nel primo decennio del Seicento, restaurata nel 1942. Sorge sopra quello che è chiamato Dosso Merlino, dove sono ancora visibili le rovine dell'omonimo castello.

## Società

### Evoluzione demografica
Abitanti censiti

### Tradizioni e folclore
Gli scutüm sono nei dialetti camuni dei soprannomi o nomignoli, a volte personali, altre indicanti tratti caratteristici di una comunità. Quello che contraddistingue gli abitanti di Saviore è Marà.
Presso il Dosso Merlino si racconta riemergessero frantumi di terraglie, sassi lavorati e tombe con ossa umane.
Esistono nel folklore della Val Camonica alcuni proverbi in dialetto camuno riguardanti Saviore:
- I marà de Saviúr, quand i sà mia a chi pataila, i sa la peta 'ntrà de lùr. I Marà di Saviore, quando non riescono a far danni agli altri, se li fanno tra di loro.[17]

## Amministrazione

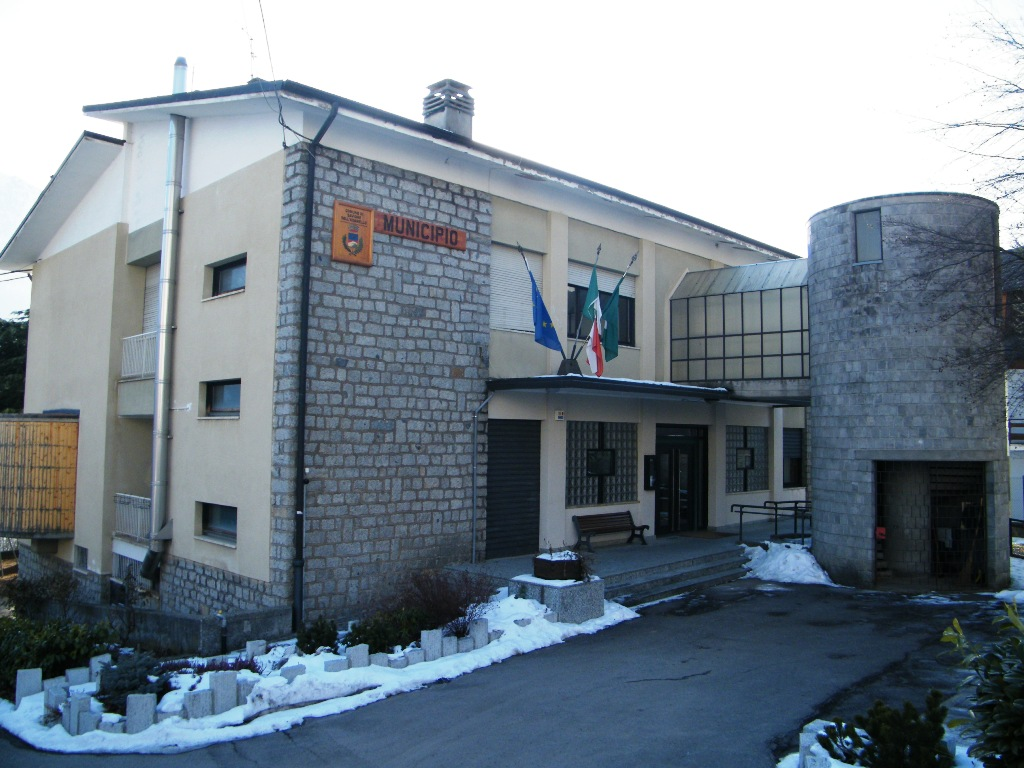
Il municipio di Saviore dell'Adamello.

| Periodo        | Periodo        | Primo cittadino      | Partito                         | Carica  | Note   |
| -------------- | -------------- | -------------------- | ------------------------------- | ------- | ------ |
| 24 aprile 1995 | 14 giugno 1999 | Alberto Paini        | lista civica di centro-sinistra | Sindaco |        |
| 14 giugno 1999 | 14 giugno 2004 | Alessandro Bonomelli | lista civica di centro-sinistra | Sindaco | [ 18 ] |
| 14 giugno 2004 | 26 maggio 2014 | Alberto Tosa         | lista civica di centro-sinistra | Sindaco | [ 18 ] |
| 26 maggio 2014 | 27 maggio 2019 | Matteo Tonsi         | lista civica di centro-sinistra | Sindaco |        |
| 27 maggio 2019 | "in carica"    | Serena Morgani       | lista civica di centro-sinistra | Sindaco |        |

### Unione di comuni
Saviore fa parte dell'Unione Comuni della Valsaviore, assieme ai comuni di Cedegolo, Cevo, Berzo Demo e, dal 2003, Sellero.
L'Unione di comuni, che ha sede a Cedegolo, è stata creata il 20 agosto 1999, e ha una superficie di circa 225 km².